# Golfo Transkriptsii
El golfo Transcriptsii (inglés: Transkriptsii Gulf; en ruso: Залив Транскрипции, romanizado: Saliw Transkripzii) es un golfo que está situado en la costa Knox de la Tierra Wilkes, que está situado en la Antártida oriental. Está al noroeste de Bunger Hills entre ese lugar y el glaciar Edisto.
Los científicos soviéticos lo cartografiaron y lo nombraron en 1956. El Comité de Nombres Antárticos de Australia tradujo este nombre al inglés.